# Kashtun Ghar
Kashtun Ghar (Paschtu/Urdu persisch کش تون غر; „Berg, der eine Stadt oder Stätte oder Ort anzieht“ oder „Berg, der eine Stadt fröhlich macht“) ist ein Berg in der afghanischen Provinz Nuristan. 